# Brennilis
Brennilis település Franciaországban, Finistère megyében. Lakosainak száma 447 fő (2022. január 1.). Brennilis Botmeur, Brasparts, La Feuillée, Huelgoat, Loqueffret és Plouyé községekkel határos.

## Népesség
A település népességének változása:
| Lakosok száma | 760  | 573  | 439  | 439  | 467  | 458  | 444  | 438  | 439  | 447  |
|               | 1968 | 1982 | 1990 | 2006 | 2013 | 2015 | 2017 | 2019 | 2020 | 2022 |